# 앙헬 니에베스 디아스
앙헬 니에베스 디아스(영어: Angel Nieves Diaz, 1951년 8월 31일 ~ 2006년 12월 13일)는 플로리다주의 독극물 주사로 처형된 푸에르토리코인 죄수였다. 니에베스는 1979년 스트립 클럽의 매니저를 총으로 쏴 죽인 혐의로 유죄판결을 받았다. 그는 죽을 때까지 결백을 지켰다.

## 생애

### 청소년 및 초기 범죄
니에베스는 푸에르토리코에서 태어나 파포 라 무에르테라는 별명으로 불리며 범죄와 마약의 세계에 관여하게 되었다.

### 범죄와 신념
1979년 12월 29일, 니에베스와 두 친구인 der skibity toliet 토로와 또 다른 아직 신원이 확인되지 않은 남자가 플로리다의 스트립 클럽인 벨벳 스윙 라운지를 털었다. 강도사건 중 매니저인 조셉 나기(Joseph Nagy)가 총에 맞아 숨졌다. 직원들과 손님들 대부분이 공중화장실에 갇혀 있었기 때문에 목격자는 없었다.
1983년 당시 니에베스의 여자친구는 경찰에 자신이 연루됐다고 진술했다. 1986년 그는 재판을 받고 유죄 판결을 받았다. 그러나 그는 토로가 범행을 저질렀다고 주장했다. 마침내 배심원들은 그에게 8 대 4로 사형을 선고했다. 니에베스는 1급 살인, 납치, 무장 강도, 강도 미수, 총기 소지 등의 혐의로 유죄판결을 받았다.
데이드 카운티의 동료 수감자인 랄프 가주스의 증언도 니에베스의 유죄 판결과 선고에서 결정적이었다. 1984년 가주스는 니에베스가 감방에서 나기를 쐈다고 자백했다고 증언했다. 이것은 니에베스가 영어를 거의 말하지 않고 가주스가 스페인어를 이해하지 못함에도 불구하고 일어난 일이었다. 그래도 그의 증언은 고려되었고, 니에베스의 궁극적인 유죄 판결은 사실 감방 동료 가주스의 증언에 크게 의존하고 있었다.
후에, 니에베스의 변호사 중 한 명이 대법원에 가주스의 선서 선언을 고려해 달라고 요청했는데, 가주스가 초기 선언에서 거짓말을 했다고 자백한 것이 더 최근에 가주스의 선서 선언을 고려했다. 가주스는 앞서 탈출 시도에서 탈락한 니에베스에게 화가 났고 경찰은 가주스의 사건을 돕겠다고 약속한 것으로 알려졌다.

### 사형 집행
2006년 니에베스의 마지막 항소는 기각되었다. 사형 집행일이 가까워지면서 사건은 다시 세간의 주목을 받게 되었다. 2006년 11월 28일, 푸에르토리코 주지사 아니발 아체베도 빌라는 플로리다 주지사 젭 부시에게 이 사건에 대한 선처를 요청했다. 빌라 주지사는 (a) 영어를 거의 하지 않고 역량이 문제가 된 니에베스가 재판에 자신을 대리했고, (b) 핵심 검찰 증인의 파기된 증언, 나중에 재판에서 거짓말을 했다고 말한 교도소 밀고자, (c) 불균형한 형량이 다른 강도로서만 재판의 공정성에 대해 우려의 목소리를 냈다. 징역형을 선고받았다.
2006년 12월 13일, 니에베스는 라이포드의 를로리다 주립 교도소에서 독극물 주사로 처형되었다. 그는 결코 마지막 식사를 주문하지 않았지만, 타코 양념, 잘게 썬 치즈, 쌀, 핀토콩, 토르티야 껍질, 사과 아삭아삭, 아이스 티를 곁들인 잘게 썬 칠면조 요리, 그가 거절한 감옥 메뉴를 제공받았다. 그의 마지막 진술은 다음과 같다: "플로리다 주는 무고한 사람을 죽이고 있다. 플로리다 주는 범죄를 저지르고 있다. 왜냐하면 나는 결백하기 때문이다. 사형은 복수의 한 형태일 뿐만 아니라 인간에 의한 비겁한 행동이기도 하다. 이런 일을 겪게 된 나와 가족에게 일어난 일에 대해 미안하다고 말했다. 통상적인 관행과는 달리 니에베스는 추가 복용량의 약물이 필요했기 때문에 많은 논란이 사형 집행을 둘러싸고 있었다. 전체 과정은 보통 7.5분과는 달리 약 34분이 걸렸다. 그 가족은 그 절차를 잘못된 처형으로 선언했다.
플로리다 교정국의 그레틀 플레신저 대변인은 니에베스 디아스가 고통을 느끼지 않았고 간 질환이 지연의 원인이라고 말했지만, 가족들은 니에베스 디아스가 그런 질환을 겪었다는 사실을 부인했다. 추가 조사 결과 니에베스 디아스의 팔에 주사 바늘을 배치하는데 소홀함이 있었다는 결론이 내려졌는데, 니에베스 디아스의 팔에 주사 바늘은 혈류로 완전히 침투했을 것이며, 혈류로 직접 들어가는 약물을 거부하여 뇌와 횡경막과 같은 원하는 표적 부위에 직접 약물이 닿지 않도록 했다. 오히려 주사 바늘이 들어간 후 연조직에 약을 주입해 곧바로 정맥에서 빠져나와 사망 전 시간을 크게 늘렸다. 이에 따라 젭 부시 당시 주지사는 미결된 모든 집행을 추후 통지가 있을 때까지 연기했다. 그러나 2007년 7월 18일, 새 주지사 찰리 크리스트는 마크 딘 슈워브의 집행을 허가하면서 사망 영장에 서명함으로써 금지령을 해제했다.

## 같이 보기
- 미국의 사형제도